# 楊埕
楊埕（英語：Sabrina Yeung Ching，1993年3月13日—）。香港女演員和商人，曾參加2014年度香港小姐競選，翌年獲澳門選美連盟香港分部委任為國際小姐的香港代表，同年十月代表香港參選到日本東京參加2015年國際小姐競選。2017年簽約為無綫電視基本藝人合約藝員，至2020年3月結束僅三年賓主關係，以及集中「開創時代」公關製作公司之事務，2021年底簽約臻世娛樂成為旗下藝人。

## 背景
楊埕曾就讀香港三育書院、香港兆基創意書院及美國安得烈大學，19歲讀書時曾簽約框格唱片公司，但一直沒有具體的工作進展。2012年，她與香港電影金像獎最佳女主角鮑起靜共同演出舞台劇「風之后」，更被影后跟導演點名指有上進心。兩年後，她參選2014年度香港小姐競選，除了成功入圍16強，也有前往日本沖繩拍攝外景。她於競選期間曾獲外界看好，但在向傳媒召開記者會公布候選佳麗後沒多久，突然由大會宣布以私人理由退選香港小姐競選。關於退選的原因，其經紀公司之後向外界宣稱，楊埕仍然是公司旗下的藝人，並且合約有出現問題，疑為高層干預。隨著她退選，大會其後安排了另一參賽者洪寧怡作為代替其退選的空缺。
雖然錯失了參加香港小姐競選的機會，但楊埕也和前經紀公司順利解除合約關係。2015年，她代表香港出選國際小姐，在日本生活一個月和73個國家的佳麗共處見識到每個地方的文化及生活知識，後來在網上建立旅遊及美妝平台，在中國的視頻網站「美拍」排名全國最紅500名以內。2016年7月，她前往北京中央戲劇學院修讀戲劇暑期班，2017年參選周星馳《美人魚》選角節目，於湖南衛視與十多萬參賽者以真人騷形式鬥智鬥勇鬥演技，最後成為唯一香港參賽者拍攝「星星美人魚」節目，順利進入15強。同年，她入股醫學美容中心，不過一年後搬遷致不歡而散。
2018年3月，楊埕加入成為香港青年聯會理事，同年開創個人製作公司「開創時代」。至2020年3月，她與無綫電視解除基本藝人合約，結束僅三年的賓主關係，集中「開創時代」公關製作公司之事務。
2020年5月21日，楊埕與男友Marco發生桃色糾紛，疑因感情問題而大打出手，當事人分別是27歲姓楊女事主及其31歲姓屈的男友。有指當時女事主提出分手，有人飲醉酒導致情緒激動，一度毀壞家具及以刀指嚇對方，期間二人爭執搶刀，令雙方均受傷，最終送院治理，警方介入後，以涉嫌傷人拘捕女事主，並以涉嫌藏有攻擊性武器、普通襲擊及刑事毀壞等拘捕男事主，被警員拘捕離開單位時，楊女事主更被鎖上手銬。2021年晉升為青聯會董。2021年，她簽約臻世娛樂成為旗下藝人。

## 參與作品

### 電視劇
| 首播   | 劇名                                    | 角色                                 |
| 2018年 | 逆緣                                    | 禮儀小姐（第17集）                   |
| 2018年 | 再創世紀                                | 王子琳                               |
| 2018年 | 兄弟                                    | Sandra（第6-8集）                    |
| 2019年 | 愛·回家之開心速遞                       | 偉契妹（第588集）、Cherry（第604集） |
| 2019年 | 白色強人                                | 李樂霖（第10集）                     |
| 2019年 | 十二傳說                                | 鄭智秀                               |
| 2020年 | 黃金有罪                                | 舞女                                 |
| 2020年 | 機場特警                                | 年輕母（第13集）                     |
| 2020年 | 反黑路人甲                              | Ling姐（第10集）                     |
| 2020年 | 使徒行者3                               | 黃寶穎                               |
| 2021年 | 失憶24小時                              | Coco                                 |
| 2021年 | 愛美麗狂想曲（2020年於MyTV Gold優先播） | 阿冰                                 |

### 電影
- 《五月》 飾 馬小燕

### 電視節目
- 香港有線電視旅遊節目《張家界》
- 上海KPop演唱會會主持
- 百度特別嘉賓主持：專訪韓國組合神話

### 舞台劇
- 《風之》

- 《戀上十二星座演員》 飾 方子慧

### 音樂錄像
- 文恩澄 - 水孩子
- King@C AllStar - 出場序

### 廣告
- 日本護膚品牌Sassou 代言人
- Let's beauty x sassou 美容院代言人
- 維生烏絲素：演出及主唱 陳曉東
- Adidas 止汗劑雜誌封面
- Dermes 脫毛代言廣告
- Cutis 彩光醫學部美容廣告

## 外部連結
- 楊埕 Sabrina Yeung的Facebook專頁
- yeungchinggg.terra的Instagram帳戶
- 楊埕的新浪微博
- 楊埕 美拍 （页面存档备份，存于）